# Herodes Cả
Herodes I (theo tiếng Latinh; tiếng Hebrew: הוֹרְדוֹס; tiếng Hy Lạp cổ: Ἡρῴδης Hērṓidēs; kh. 72 TCN – 4 TCN hoặc 1 TCN), hay Herodes Cả, Herodes Vĩ đại, một số văn bản tiếng Việt dịch thành "Hêrôđê Đại đế", là vị vua chư hầu được Đế quốc La Mã cắt đặt cai trị tỉnh Giu-đê (nay là vùng đất tranh chấp giữa Israel và Palestine), từ năm 37 TCN đến năm 4 TCN, hoặc 1 TCN.

## Tiểu sử
Hêrôđê sinh trưởng trong một gia đình quyền quý có nguồn gốc Nabatea và Edom, tổ tiên ông đã cải sang Do Thái giáo. Cha của Hêrôđê là Antipater xứ Êđôm. Mẹ ông là công nương Cypros của vùng Petra Nabatea (nay là một phần của Jordan). Gia đình ông có quan hệ thân thiết với nhiều nhân vật quyền quý ở La Mã thời bấy giờ, trong đó có Pompey và Cassius. Nhờ mối quan hệ này, năm 47 TCN cha của Herod được cất nhắc làm quan tổng trấn của vùng Giuđêa, và Hêrôđê được làm thống đốc Galilêa. Sau khi cha bị đầu độc vào năm 43 TCN, Hêrôđê lên nắm tất cả quyền bính của cha và truất phế người vợ đầu và con cả để lấy công nương Mariamne của hoàng tộc cai trị Giuđêa trước đó.
Năm 40 TCN, khi người Hasmonea và Parthia xâm chiếm Giuđêa, Hêrôđê chạy trốn sang La Mã. Tại đó ông được Hội đồng Trưởng lão La Mã bầu làm Vua Do Thái. Nhưng phải đến năm 37 TCN ông mới thực sự thống trị được Giuđêa.

### Hêrôđê trong Tân Ước
Theo chương 2 của Phúc âm Mátthêu, khi Chúa Giê-su ra đời có các nhà đạo sĩ từ Phương Đông đi theo ánh sáng sao lạ để triều bái Người. Khi đi ngang kinh thành của Hêrôđê Cả, những vị đạo sĩ này ghé vào cung vua để hỏi thăm về "vị vua mới sinh" của người Do Thái. Khi nghe hỏi như vậy, Hêrôđê Cả lo ngại cho vương quyền của mình sẽ bị mất vào tay "vị vua mới sinh" theo lời các đạo sĩ kia, nên giả vờ tiếp đãi các đạo sĩ hậu hĩ và căn dặn nếu tìm được vị vua mới thì khi về nhớ ghé qua cho ông biết để ông đến triều bái. Thật ra Hêrôđê dự định nếu biết tin về "vị vua mới" sẽ cho người đến giết ngay lập tức để trừ hậu họa.
Phát hiện được âm mưu của Hêrôđê, sau khi gặp Giê-su các vị đạo sĩ ra về bằng đường khác để tránh phải tiết lộ thông tin. Không biết chính xác vị vua mới theo các nhà đạo sĩ là ai, Hêrôđê quyết định thà giết lầm hơn bỏ sót, cho giết tất cả các bé trai mới sinh tuổi từ 2 tuổi trở xuống ở vùng Bethlehem, nơi Chúa Giêsu sinh ra. Tuy nhiên, gia đình của Chúa Giêsu (Thánh Cả Giuse, Bà Maria & Chúa Giêsu) thoát nạn nhờ trước đó đã hay tin và trốn sang Ai Cập và chỉ trở về sau khi Hêrôđê băng hà tại Giêricô.